# Upper Exeter
 (août 2025).
Pour les articles homonymes, voir Exeter (homonymie).
Upper Exeter est une census-designated place située dans le comté de Luzerne, dans l’État de Pennsylvanie, aux États-Unis. Lors du recensement de 2020, elle compte 633 habitants.